# Boopedon dampfi
Boopedon dampfi är en insektsart som först beskrevs av Morgan Hebard 1932.  Boopedon dampfi ingår i släktet Boopedon och familjen gräshoppor. Inga underarter finns listade i Catalogue of Life.